# مدهور جعفری
مَـدهور جعفری (انگلیسی: Madhur Jaffrey؛ زادهٔ ۱۳ اوت ۱۹۳۳) با نام اصلی مدهور بهادر، یک بازیگر، سرآشپز، نویسنده کتاب‌های آشپزی و راهنمای سفر، و شخصیت تلویزیونی اهل هند است. شهرت وی بابت رواج آشپزی هندی در دنیای غرب است که توسط نخستین کتاب آشپزی‌اش با عنوانِ «فراخوانی به آشپزی هندی» (۱۹۷۳) انجام شد و این کتاب را در فهرست «تالار کتاب‌های مشهور آشپزی بنیاد جیمز برد» قرار داد.
او در همکاری هنری میان جیمز آیووری و اسماعیل مرچنت نقش به‌سزایی داشت و در چندین فیلم این دو کارگردان شرکت کرد که از آن میان می‌توان به فیلم شکسپیر والا اشاره کرد که برایش جایزهٔ خرس نقره‌ای برای بهترین بازیگر زن را در پانزدهمین جشنواره بین‌المللی فیلم برلین به ارمغان آورد.
از فیلم‌ها یا برنامه‌های تلویزیونی که وی در آن نقش داشته‌است می‌توان به دختر جدید، گرگ، بی‌عیب، شش درجه جدایی، قسمت، شکسپیر والا، قتل بی‌نقص، یک کوارتت دیرهنگام، بیمارستان گود کارما، فیبی در سرزمین عجایب و گورو اشاره کرد.
او در سال ۲۰۰۴ میلادی نشان فرماندهی امپراتوری بریتانیا را به پاس خدماتش در زمینهٔ ارتقا ارتباطات فرهنگی میان کشورهای هند، بریتانیا و ایالات متحده آمریکا، از طریق آثار سینمایی، تلویزیونی و آشپزی‌اش دریافت داشت.
خاطرات دوران کودکی او از هندوستان در زمان راج بریتانیا، در کتابی با نام «بالارفتن از درخت انبه» در سال ۲۰۰۶ منتشر شد. وی همچنین بیش از ۳۰ کتاب آشپزی نگاشته‌است که مشهورترین آنها، «آشپزی هندی مَدهور جعفری» نام دارد در سال ۱۹۸۲ در انگلستان منتشر شد. او مشاور غذا و آشپزی در رستوران مشهور «دعوت» در نیویورک است که به‌عقیدهٔ بسیاری از منتقدان غذا، یکی از بهترین رستوران‌های هندی در نیویورک است.